# Phoenicoprocta analis
Phoenicoprocta analis är en fjärilsart som beskrevs av Carlos Schrottky 1909. Phoenicoprocta analis ingår i släktet Phoenicoprocta och familjen björnspinnare. Inga underarter finns listade i Catalogue of Life.